# Saison 22 de South Park
Chronologie
Saison 21 Saison 23
La vingt-deuxième saison de la série télévisée d'animation américaine South Park est diffusée du 26 septembre 2018 au 12 décembre 2018 sur la chaîne américaine Comedy Central. La saison comporte 10 épisodes. En France, la saison est diffusés  en janvier 2019 sur Comedy Central.

## Hommage àJean-Michel Martial
Jean-Michel Martial (doubleur de Chef et Satan) est mort, Christophe Lemoine reprend la voix de Satan dans les épisodes "Un peu de sérieuxe/Vous êtes sérieuxe?". À la fin de chaque épisode de la saison 22:
"À la mémoire de notre ami Jean-Michel Martial, qui restera notre chef. Repose en paix."

## Épisodes
| № | #  | Titre                                      | Réalisation | Scénario    | Audiences (millions) | Première diffusion |
| --- | -- | ------------------------------------------ | ----------- | ----------- | -------------------- | ------------------ |
| 288 | 1  | Enfants morts Dead Kids                    | Trey Parker | Trey Parker | 1.09                 | 26 septembre 2018  |
| Plusieurs fusillades ont lieu à l'école primaire de South Park mais personne ne semble s'en soucier, excepté Sharon qui s'inquiète pour ses enfants et développe une psychose, sous l'inquiétude de Randy et des autres habitants qui pensent qu'elle traverse la ménopause. Cartman rate un contrôle de maths malgré le fait qu'il ait copié sur Token, ce dernier ayant eu une bonne note, et soupçonne un complot de sa part. Il se sert alors du film Black Panther pour le faire chanter afin qu'il réussisse le prochain contrôle. |    |                                            |             |             |                      |                    |
| 289 | 2  | Un garçon et un prêtre A Boy and a Priest  | Trey Parker | Trey Parker | 0.93                 | 3 octobre 2018     |
| Tous les habitants de South Park se rendent à la messe le dimanche, mais c'est uniquement dans le but de railler le Père Maxi sur les scandales pédophiles qui ont discrédité l'Église catholique. Ce dernier trouve toutefois du réconfort auprès de Butters qui l'incite à ne plus se laisser rabaisser. Un lien commence alors à se créer entre les deux, qui est vu d'un mauvais œil par les habitants. Quand le Vatican entend parler de cette relation, les cardinaux voient en le Père Maxi un nouveau cas de pédophilie, et envoient une équipe chargée de faire disparaître les preuves et de faire taire les enfants qui ont eu contact avec lui. |    |                                            |             |             |                      |                    |
| 290 | 3  | Un problème de caca The Problem with a Poo | Trey Parker | Trey Parker | 0.97                 | 10 octobre 2018    |
| Monsieur Hankey est viré de l'organisation de Noël à la suite de dérapages sur Twitter. Pendant ce temps, Femme à Poigne donne naissance à des quintuplés mais refuse de reconnaître Principal PC comme le père. |    |                                            |             |             |                      |                    |
| 291 | 4  | Tégrité Tegridy Farms                      | Trey Parker | Trey Parker | 0.71                 | 17 octobre 2018    |
| Kyle découvre que son petit frère Ike est devenu accro à la cigarette électronique. Il essaie donc de mettre fin au trafic mais il doit faire face à Cartman et Butters. Au même moment, Randy Marsh décide de quitter la ville pour construire une ferme de cannabis. |    |                                            |             |             |                      |                    |
| 292 | 5  | Les Trottinettes The Scoots                | Trey Parker | Trey Parker | 0.84                 | 1er novembre 2018  |
| Alors que les e-trottinettes envahissent la ville, les enfants tentent de les utiliser à leur avantage pour obtenir le plus de bonbons possible pour Halloween. Les habitants sombrent dans la panique en réalisant qu'ils n'auront probablement pas assez de bonbons pour satisfaire la demande. |    |                                            |             |             |                      |                    |
| 293 | 6  | Un peu de sérieuxe Time To Get Cereal      | Trey Parker | Trey Parker | 0.83                 | 8 novembre 2018    |
| (Partie 1) Une créature tue les habitants de South Park. Les enfants comprennent rapidement qui est le coupable et se tournent vers une de leurs vieilles connaissances dans le but d'obtenir son aide. |    |                                            |             |             |                      |                    |
| 294 | 7  | Vous êtes sérieuxe ? Nobody Got Cereal?    | Trey Parker | Trey Parker | 0.82                 | 15 novembre 2018   |
| (Partie 2) Alors que la ville sombre dans le chaos à la suite des récents évènements, les enfants parviennent à s'évader de leur cellule et partent confronter le responsable de cette situation. |    |                                            |             |             |                      |                    |
| 295 | 8  | Bouddha Box Buddha Box                     | Trey Parker | Trey Parker | 0.83                 | 28 novembre 2018   |
| Cartman est diagnostiqué comme souffrant d'anxiété chronique. Il choisit de porter un carton sur la tête pour s'isoler des autres, et la tendance se répand dans la population. Principal PC et Femme à Poigne continuent de gérer tant bien que mal leurs quintuplés. |    |                                            |             |             |                      |                    |
| 296 | 9  | Pas livré Unfulfilled                      | Trey Parker | Trey Parker | 0.77                 | 5 décembre 2018    |
| La société Amazon ouvre un entrepôt à South Park. Après un accident sur le site, les employés se mettent en grève. Les enfants décident de participer à une parade à vélo, mais la livraison de leurs pièces se voit retardée. |    |                                            |             |             |                      |                    |
| 297 | 10 | La Parade à vélo Bike Parade               | Trey Parker | Trey Parker | 0.83                 | 12 décembre 2018   |
| Suite de l'épisode 9. Alors que la grève continue à Amazon, Randy trouve le moyen de vendre plus de cannabis, tandis que Gérald soutient le mouvement et complique les plans des enfants pour la parade à vélo. |    |                                            |             |             |                      |                    |